# Land of Dreams (Film)
Land of Dreams ist eine Filmkomödie und politische Satire von Shoja Azari und Shirin Neshat, die im September 2021 bei den Internationalen Festspielen von Venedig ihre Premiere feierte und im November 2022 in die deutschen Kinos kam.

## Handlung
In naher Zukunft haben die Vereinigten Staaten von Amerika ihre Außengrenzen abgeriegelt. Simin Hakaks Familie stammt aus Iran. Sie arbeitet für die wichtigste Regierungsbehörde ihrer Zeit, das Zensusbüro. Um die Bevölkerung zu verstehen und zu kontrollieren, hat die Regierung ein Programm gestartet, um die Träume der Bürger aufzuzeichnen. Simin ist eine der leitenden Traumfängerinnen und fährt durch den Mittleren Westen, klopft an Türen und stellt den Bewohnern immer aufdringlichere Fragen. 
Eines Tages wird sie von ihrer Chefin Nancy mit einer wichtigen Aufgabe betraut. Sie soll eine iranische Kolonie ehemaliger Revolutionäre infiltrieren und Informationen über deren Träume sammeln. Obwohl sie den Job ohne Zögern annimmt, destabilisiert der Besuch Simin, die sich nun mit ihren ambivalenten Gefühlen gegenüber den USA auseinandersetzen muss. Sie wird bei der Arbeit von Alan Villin begleitet, der als ihr Leibwächter dient. 
Die Menschen konfrontieren sie bei ihrer Arbeit mit teils skurrilen Träumen, und Simin kompensiert diese Erfahrungen sowie ihre Traumata als Migrantin, indem sie auf Social Media in die Rollen der Träumenden schlüpft und sie auf Farsi nachstellt. Bald ahnt Simin jedoch die perfiden Absichten des Zensusbüros.

## Produktion

### Regie, Drehbuch und Figurenentwicklung
„Ich glaube, mein größtes Problem ist, wie gespalten dieses Land geworden ist. Ich habe diese Kluft zwischen Liberalen und Konservativen noch nie erlebt, seit ich 1975 hierher gekommen bin. Die Demokraten und die Republikaner. Ich höre nur den Medien zu, die über Afghanistan berichten. Sie wenden sich an Fox News, und es gibt fast keine Sympathie für die Menschen in Afghanistan.“

Regie führten Shoja Azari und Shirin Neshat. Das Drehbuch, geschrieben von Azari und Jean-Claude Carrière, basiert auf einer Geschichte von Neshat und ist dem im Februar 2021 verstorbenen französischen Schriftsteller gewidmet. Azari und Neshat hatten bereits für den gleichnamigen Kurzfilm von 2019, in dem die Protagonistin in ihren Träumen nach einem verschwundenen Dorf sucht, für Auf der Suche nach Oum Kulthum von 2017 und für Women Without Men von 2009 zusammengearbeitet.
Neshat wurde im Iran geboren und wanderte im Alter von 17 Jahren in die USA aus. Ein Großteil ihrer Arbeit konzentriert sich auf ihr Heimatland, von dem sie nach eigenen Aussagen noch immer sehr oft träumt. Die Exiliranerin glaubt, es gebe heutzutage in den USA fast keine Sympathie für die Menschen in Afghanistan: "Sie wissen nicht mehr, wofür dieses Land steht. Es ist total individualistisch geworden. [...] Ich habe das Gefühl, dass wir als Einwanderer in dieses Land und das Image investiert sind, das es über sich selbst aufgebaut hat. Wenn Sie schweigen, machen Sie sich mitschuldig an dem, was passiert." Die Hauptfigur in Land of Dreams, die Fotografin Simin, die die Menschen zu ihren Träume interviewt, sei im Grunde sie selbst. Neshat hatte bis in das Jahr 2019 für ihre Arbeit in New Mexico mit fast 200 Menschen gesprochen, von amerikanischen Ureinwohnern bis hin zu hispanischen Einwanderern, reichen Menschen, armen Menschen, um die Vielfalt zu zeigen, die sie für das Gefüge der amerikanischen Gesellschaft hielt.
Die Gesprächspartner, deren Träume Simin aufzeichnet, leben in ihrem privaten, kleinen Glück, was idealtypisch für den American Dream ist. Simin entlarvt die scheinbare Idylle jedoch immer öfter als Trugschluss und als Lebenslüge und entwickelt sich von einer Befehlsempfängerin zur kritischen Beobachterin, besonders nach ihrem Besuch im Camp der alten Revolutionäre.

### Besetzung und Dreharbeiten
Die US-amerikanische Schauspielerin und Tochter iranischer Eltern Sheila Vand spielt in der Hauptrolle Simin, Matt Dillon ihren Bodyguard Alan. William Moseley spielt Mark und Anna Gunn ist in der Rolle von Simins Chefin Nancy zu sehen. weitere Rollen wurden mit Isabella Rossellini, Robin Bartlett, Christopher McDonald und Joaquim de Almeida besetzt.
Die Dreharbeiten fanden 2019 in verschiedenen Gegenden in New Mexico statt, unter anderem in der Gegend um den Shiprock. Als Kameramann fungierte Ghasem Ebrahimian, der wie die Regisseurin im Iran geboren wurde.

### Filmmusik und Veröffentlichung
Die Filmmusik komponierte der kanadische Musiker, Gitarrist und Musikproduzent Michael Brook.
Der Film feierte am 2. September 2021 bei den Internationalen Festspielen von Venedig seine Premiere, wo er die Sektion Orrizonti eröffnete. Anfang Oktober 2021 wurde er beim Filmfest Hamburg vorgestellt. Ende Oktober 2021 wurde der Film bei der Viennale gezeigt. Ende Januar, Anfang Februar 2022 erfolgten Vorstellungen beim Göteborg International Film Festival. Im März 2022 wurde er beim Luxembourg City Film Festival gezeigt. Im Juni 2022 wurde er beim Tribeca Film Festival vorgestellt. Erste Vorstellungen in Deutschland erfolgten im September 2022 im Rahmen der Filmkunstmesse Leipzig. Der Kinostart in Deutschland erfolgte am 3. November 2022. Hierfür erhielt der Film von der Film- und Medienstiftung NRW eine Verleihförderung in Höhe von 20.000 Euro und von der MOIN Filmförderung Hamburg Schleswig-Holstein in Höhe von 24.650 Euro. Der Kinostart in Österreich ist am 25. November 2022 geplant.

## Rezeption

### Kritiken

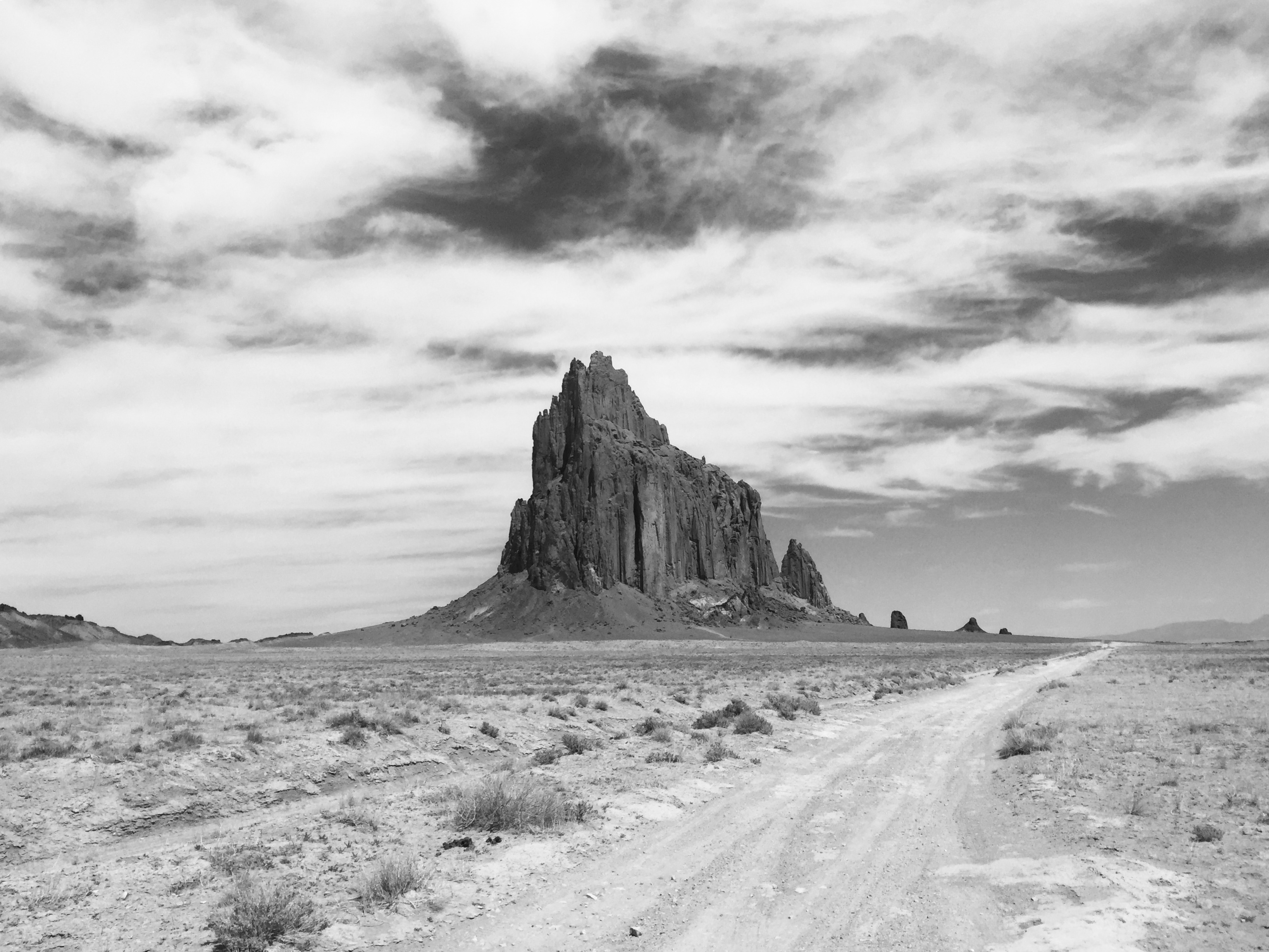
Die Aufnahmen entstanden unter anderem in der Gegend um den Shiprock im Navajo Volcanic Field

Lovia Gyarkye schreibt in The Hollywood Reporter, der bildgewaltige Film untersuche geschickt die Beziehung zwischen Überwachungsstaat und persönlicher Freiheit und kommentiere gleichzeitig ein überraschend breites Spektrum des amerikanischen Lebens, von der klischeehaften Vorstadtfamilie bis hin zum schwarzen Künstler, der von den Geistern der Vergangenheit heimgesucht wird. Simins Interviews seien nicht nur Mikrokosmen der reichen Kulturlandschaft Amerikas, sondern gleichzeitig auch spannende visuelle Experimente und Gelegenheiten, sich philosophisch mit dem schmalen Grat auseinanderzusetzen, der zwischen Traum und Realität liegt.
Gaby Sikorski schreibt in ihrer Funktion als Filmkorrespondentin der Gilde deutscher Filmkunsttheater,  Land of Dreams sei hochgradig anspruchsvoll, und der Film erfordere große Aufmerksamkeit und viel Bereitschaft zu Assoziationen und zum Sich-Fallenlassen in diese andere, sehr spezielle Welt. Die Bilder erinnerten oft an Tableaus, was durch die statische Kamera unterstützt werde. Passend zum Sujet erklinge dazu ein Soundtrack, in dem sich Sphärenmusik und Countryklänge mischen. Land of Dreams spiele viel mit Klischees, so wenn der Film  endlose, schnurgerade Straßen ins Nirgendwo zeigt oder die scheinbar glücklichen Kleinbürger in ihren Häuschen und die Wüste, die an Western-Szenarien erinnert. Der Film arbeite sehr viel mit Symbolen und Verschlüsselungen, wobei sich nicht alle sofort erschließen würden.

### Einsatz im Unterricht
Das Onlineportal kinofenster.de empfiehlt den Film ab der 11. Klasse für die Unterrichtsfächer Deutsch, Englisch, Ethik, Kunst, Politik und Geschichte und bietet Materialien zum Film für den Unterricht. Dort schreibt Roberta Huldisch, im Politik-, Geschichts- oder Sozialkundeunterricht könnten die Schüle über staatliche Überwachung und Kontrolle diskutieren, sowohl anhand historischer Beispiele, als auch aktueller Debatten. Filmästhetisch sei eine Auseinandersetzung mit Genrefilmen interessant.

### Auszeichnungen
Festival international du film de La Roche-sur-Yon 2021
- Nominierung im internationalen Wettbewerb (Shirin Neshat und Shoja Azari)[24]

International Istanbul Film Festival 2022
- Nominierung im internationalen Wettbewerb[25]